# Fernando Acevedo
Fernando Acevedo Portugues, född 26 juli 1946 i Chincha i regionen Ica, död 29 januari 2024, var en peruansk kortdistanslöpare som tog brons på 400 meter vid panamerikanska spelen 1971. Han tog sig till semifinal på 200 meter vid OS i Mexico City 1968. Vid OS i München 1972 sprang han 400 meter, men avbröt tävlingen efter att ha gått vidare från sitt försöksheat.

## Personliga rekord

### Utomhus
- 100 meter – 10,43 sekunder (La Paz 18 oktober 1977)
- 200 meter – 20,69 sekunder (Cali 3 augusti 1971)
- 400 meter – 45,30 sekunder (Cali 1 augusti 1971)